# Qarqaba

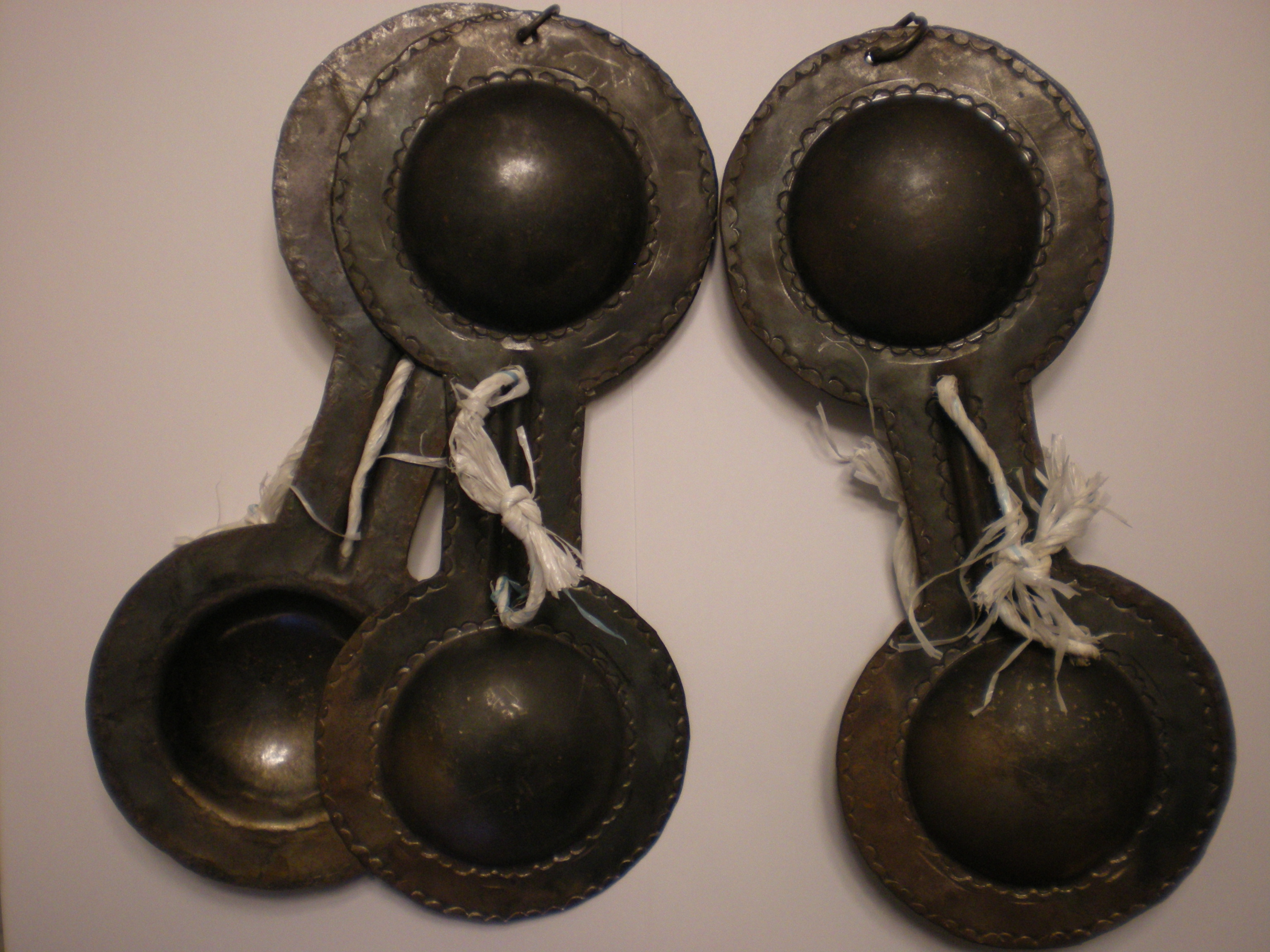
Zwei Paar qaraqib

Qaraqib (Einzahl: qarqaba, arabisch قرقبة, DMG qarqaba; Mehrzahl: قراقب / qarāqib), auch krakeb, in Algerien qaraqeb, in Marokko qerqabat, in Tunesien chkachek oder shqashiq, sind ein Paar zu den Gegenschlagidiophonen gehörende Gefäßklappern aus Eisen, die in volksislamischen Sufi-Bruderschaften im Maghreb, vor allem bei den Gnawas in Marokko, in der rituellen Musik gespielt werden.

## Bauform und Spielweise

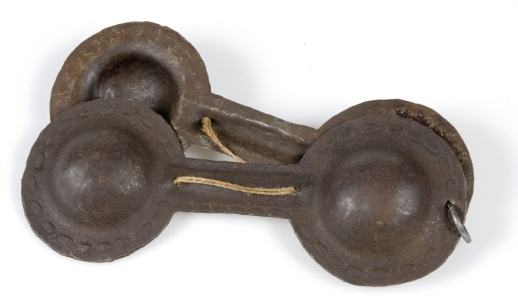
Qarqaba, auch tiqarqabin der Gnawa aus Marokko, 24 × 10 cm. Tropenmuseum, Amsterdam, vor 1964

Qaraqib werden aus Eisenblech gefertigt und bestehen jeweils aus zwei Halbschalen mit breitgeklopften Rändern und einem verbindenden flachen Streifen von sieben Zentimetern Länge, an dem die Hände greifen. Die gesamte Knochenform dieser Handgriffklappern ist etwa 30 Zentimeter lang. Die Ränder können mit einfachen punzierten Mustern verziert sein. Beide Teile sind durch einen kleinen Eisenring an einem Ende miteinander verbunden. Die Haltung beim Spiel ist senkrecht mit dem Ring unten. An den Stegen sind mittig Leder- oder Schnurschlaufen angebracht. Der Musiker und Tänzer hält die qarqaba mit drei zwischen den Schlaufen durchgeschobenen Fingern, der Daumen drückt außen gegen eine Schale, Mittel- und Ringfinger außen gegen die andere. Es entstehen sehr laute metallische Schläge von unterschiedlichem Klang. Werden die Klapperhälften mit anliegenden Fingern gegeneinander geschlagen, ist der Klang eher gedämpft, bei möglichst weit abstehenden Fingern klingt es lauter und blecherner. Es können auch die geschlossenen Klappern beider Hände aufeinander geschlagen werden. Mit den Klappern in beiden Händen produziert der Tänzer zwei unterschiedliche Rhythmen, zu deren Takt er seine Füße auf den Boden aufsetzt. Tunesische shqashiq sind etwas größer und nicht durch einen Ring miteinander verbunden. Dadurch treffen beide Hälften nicht so präzise aufeinander, können aber mit größerem Abstand und mehr Lautstärke geschlagen werden.

## Rituelle Funktion

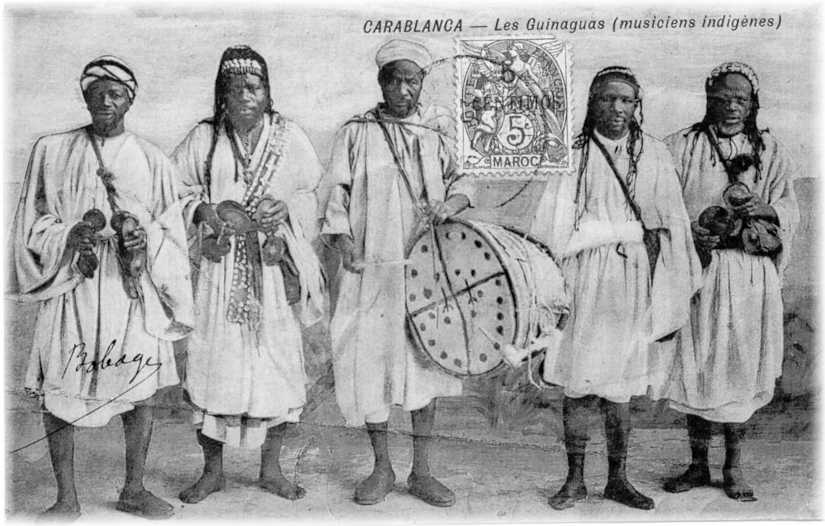
Gnawa-Musiker um 1920 mit ṭbal und qaraqib

Das traditionell nur von Männern gespielte Instrument hat in allen drei Ländern seinen Ursprung in der Musik und den Tänzen der schwarzafrikanischen Bevölkerung, die als Nachfahren von Sklaven aus der Sudanregion eine kulturelle Minderheit bilden. Sie führen die qaraqib in ihrer Überlieferung auf Bilal, den Gefährten des Propheten und ersten afrikanischen Muezzin zurück, der im Maghreb als Sidi Bilal verehrt wird. Die erklärende Geschichte weiß von Fatima, der Tochter des Propheten zu berichten, wie diese sich nach einem Streit mit ihrem Gatten Sidi Ali weigerte, das Zimmer zu verlassen. Bilal erfand die qaraqib und tanzte mit ihnen solange auf dem Hof, bis Fatima von dem Krach herausgelockt wurde. Der metallene harte Klang soll nun heute böse Geister wie die Dschinn vertreiben.
Einzelne Tanzformen sind der burleske, wie Hexenzauber aussehende Tanz des Bou Saâdiya, eines wild kostümierten Schwarzafrikaners, der auf öffentlichen Plätzen mit seinen Klappern herumspringt und Almosen sammelt. Der Name ist abgeleitet von Sidi Saâd, einem schwarzen Heiligen, der im 16. Jahrhundert nach Tunesien kam. Dessen Schrein (Qubba) befindet sich in der Region Mornag wenige Kilometer südöstlich von Tunis. Eine ähnliche Figur im algerischen Oran war der Baba Salem.
Sidi Saâd ist auch der Schutzheilige der schwarzen Stambali-Tänzer in Tunesien. Der Stambali ist eine Heilungszeremonie zur Austreibung eines individuellen Geistes, die mit Gesang, dem Schlagen von qaraqib und der Musik einer gimbri durchgeführt wird. Auch bei Prozessionen wird mit Klappern (chkachek) und Trommeln (ganga) musiziert. Mit ganga bezeichnen die Schwarzen Tunesiens (Soudanis, entsprechen den marokkanischen Gnawas) die zylinderförmige Trommel ṭbal.
Das marokkanische und algerische Gegenstück zum Stambali ist der Derdeba, ebenfalls ein Tanz mit therapeutischer Aufgabe bei den Gnawas. Qaraqib kommen hier zwar vor, die zentrale Rolle zur Geistaustreibung übernimmt jedoch die dreisaitige Zupflaute gimbri. Diese drei Instrumente werden im Maghreb bei praktisch allen volksislamischen Sufi-Orden mit sudanesischem Hintergrund eingesetzt.

## Verbreitung
Eine vermutlich während der Osmanischen Herrschaft im 16. Jahrhundert in den Maghreb gelangte Bezeichnung für die Klappern ist chakchaga, abgeleitet von saqsaq (shaqshaq), wie in der Türkei hölzerne Kastagnetten genannt werden, mit denen Kinder spielen. Auch die Namen der Kalebassenrasseln in der Sudanregion segesege, seke, asakasaka oder ähnlich könnten türkischen Ursprungs sein. Zumindest in Tunesien dienten Klappern auch der musikalischen Untermalung des türkischen Schattenspiels Karagöz.

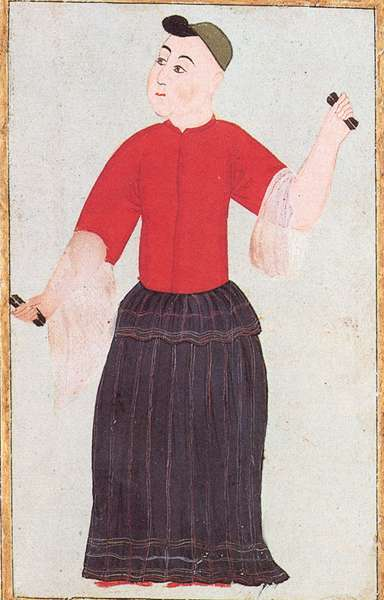
Osmanische Miniaturmalerei von 1570: Tänzer mit chalpara

In der Türkei hießen die alten Klappern der Tänzerinnen und Derwische çarpara oder chalpara; je zwei der Plattenklappern aus Knochen wurden mit einer Hand zusammengeschlagen. In der türkischen Unterhaltungsmusik wurden sie durch Fingerzimbeln (türkisch zil) ersetzt. In der iranischen Musik sind bis heute entsprechende Plattenklappern als chahār pare bekannt. Praktizierende Sufis (Derwische) in Pakistan verwenden hölzerne Klappern, die mit Klangplättchen besetzt sind und kartala, karatala, khartalon oder chapriyon genannt werden. Eine Besessenheitszeremonie, in denen Klappern eine wichtige Funktion erfüllen, ist auch der Zar-Kult in Ägypten und im Sudan.
Bei den Hausa südlich der Sahara (in Nordnigeria) spielen nur Frauen eine ähnliche Eisenklapper namens sambani bei religiösen Festen und beim mit dem Zar-Kult vergleichbaren Bori-Besessenheitskult. Sambani heißen auch ebensolche Klappern bei den Dagomba im Norden von Ghana, wo sie Schmiede zur Tanzbegleitung einsetzen. Ba-sambani bezeichnet auf Hausa den Sklaven eines arabischen Händlers, wobei der Zusatz ba- für eine berufliche Tätigkeit steht. Die qaraqib/sambanis dürften früher aus dem Maghreb eingeführt worden sein. Bei nördlich der Sahara lebenden Hausa ist das Instrument in den Besitz der Männer übergegangen.
Allgemein sind Schüttelidiophone, Glocken und Crotales in volksislamischen Kulten weit verbreitet. In Zentral- und Westafrika sind Doppelglocken in der zeremoniellen Musik im Einsatz, sie heißen ngonge, ngunga oder engongui, bei den Ewe in Ghana gankogui. In der Ritualmusik der äthiopisch-orthodoxen Kirche hat das Sistrum ts'anats'el eine zeremonielle Funktion.